# Pierre Lhomme
Pierre Lhomme (Boulogne-Billancourt, 5 de abril de 1930 - 5 de julho de 2019) foi um diretor de fotografia francês.

## Biografia
Depois de ter estudado nos Estados Unidos e de um começo de carreira como músico nos porões de Saint-Germain des Prés, Pierre Lhomme começa a frequentar a École nationale Louis Lumière (classe "cinema"), concluindo-a com a obtenção do seu diploma em 1953. Dois anos depois, em 1955, inicia-se como assistente de operador.
Considerado como próximo da Nouvelle Vague, o seu trabalho como diretor de fotografia feito em Le Combat dans l'île, de Alain Cavalier, destaca-se. A partir de 1980 ele trabalhou várias vezes com James Ivory.
Lhomme morreu em 5 de julho de 2019, aos 89 anos de idade.

## Filmografia

### Cineasta
- 1955: Paris, mon copain (CM)

### Diretor de fotografia
- 1958: Un Americain, de Alain Cavalier
- 1958: La Bigorne, de Robert Darène
- 1961: Saint-Tropez Blues, de Marcel Moussy
- 1962: Le Combat dans l'île, de Alain Cavalier
- 1963: Le Joli Mai, correalizado com Chris Marker
- 1964: Les Métamorphoses du paysage de Éric Rohmer
- 1965: Le Mistral de Joris Ivens
- 1966: La Vie de château, de Jean-Paul Rappeneau
- 1966: Le Roi de cœur, de Philippe de Broca
- 1967: Le Plus Vieux Métier du monde, de Jean-Luc Godard (segmento Anticipation, ou l'amour en l'an 2000)
- 1967: Mise à sac, de Alain Cavalier
- 1968: À bientôt, j'espère, de Chris Marker e Mario Marret
- 1968: Coplan sauve sa peau, de Yves Boisset
- 1968: La Chamade, de Alain Cavalier
- 1969: Mariage collectif
- 1969: Festival panafricain d'Alger, de William Klein
- 1969: Mister Freedom, de William Klein
- 1969: L'Armée des ombres, de Jean-Pierre Melville
- 1970: Le Dernier Homme, de Charles Bitsch
- 1971: Quatre nuits d'un rêveur, de Robert Bresson
- 1971: Quelqu'un derrière la porte, de Nicolas Gessner
- 1971: La Coqueluche, de Christian-Paul Arrighi
- 1972: La Vieille Fille, de Jean-Pierre Blanc
- 1972: Sex-shop, de Claude Berri
- 1973: M comme Mathieu, de Jean-François Adam
- 1973: La Maman et la Putain de Jean Eustache
- 1973: Je sais rien mais je dirai tout, de Pierre Richard
- 1974: Sweet Movie de Dusan Makavejev
- 1974: La Solitude du chanteur de fond de Chris Marker
- 1975: La Chair de l'orchidée de Patrice Chéreau
- 1975: Le Grand Délire, de Dennis Berry
- 1975: Le Sauvage, de Jean-Paul Rappeneau
- 1976: L'Ombre des châteaux, de Daniel Duval
- 1977: Dites-lui que je l'aime, de Claude Miller
- 1977: Les Enfants du placard, de Benoît Jacquot
- 1977: Une sale histoire, de Jean Eustache
- 1978: Les Mains négatives de Marguerite Duras
- 1978: L'État sauvage, de Francis Girod
- 1978: Judith Therpauve, de Patrice Chéreau
- 1979: Aurélia Steiner (Vancouver), de Marguerite Duras
- 1979: Le Navire Night, de Marguerite Duras
- 1979: Retour à la bien-aimée de Jean-François Adam
- 1981: La Fille prodigue, de Jacques Doillon
- 1981: Quartet de James Ivory
- 1982: Tout feu, tout flamme, de Jean-Paul Rappeneau
- 1982: Autopsie, de Yvon Marciano
- 1983: Mortelle Randonnée de Claude Miller
- 1983: Le Grand Carnaval, de Alexandre Arcady
- 1984: Mistral's Daughter (televisão)
- 1985: 44 ou les récits de la nuit, de Moumen Smihi
- 1985: Urgence, de Gilles Béhat
- 1986: Champagne amer, de Ridha Behi e Henri Vart
- 1986: My Little Girl, de Connie Kaiserman
- 1987: La Face cachée de la lune, de Yvon Marciano (curta-metragem)
- 1987: Maurice de James Ivory
- 1987: Charlie Dingo, de Gilles Béhat
- 1988: Camille Claudel de Bruno Nuytten
- 1989: Baptême, de René Féret
- 1990: Cyrano de Bergerac de Jean-Paul Rappeneau
- 1991: Homo Faber, de Volker Schlöndorff
- 1992: Promenades d'été, de René Féret
- 1993: Toxic Affair de Philomène Esposito
- 1994: Dieu que les femmes sont amoureuses, de Magali Clément
- 1995: Jefferson in Paris de James Ivory
- 1996: Mon homme de Bertrand Blier
- 1996: Anna Oz de Éric Rochant
- 1997: Les Palmes de monsieur Schutz de Claude Pinoteau
- 1998: Voleur de vie de Yves Angelo
- 1999: Cotton Mary de Ismail Merchant
- 2003: Le Divorce de James Ivory

## Premiações
- 1989: César de melhor fotografia por Camille Claudel
- 1990: Festival de Cannes - Grande Prémio da Comissão Superior Técnica por Cyrano de Bergerac
- 1991: César de melhor fotografia por Cyrano de Bergerac
- 2005: Prémio Gianni de Venanzo
- 2008: Prémio Camerimage pelo conjunto da sua obra[2]

## Condecorações
- Oficial das Artes e Letras
- Cavaleiro da Legião de Honra.